# 奥尔努瓦堡
奥尔努瓦堡（法語：Hornoy-le-Bourg，法語發音：[ɔʁnwa lə buʁ]）是法国上法蘭西大區索姆省的一个市镇，属于亚眠区。

## 地理
奥尔努瓦堡（49°50'44"N, 1°54'5"E）面积51.23 平方千米，位于法国上法蘭西大區索姆省，该省份为法国北部沿海省份，北起加来海峡省和北部省，西接滨海塞纳省和大西洋英吉利海峡，南至瓦兹省，东临埃纳省。
与奥尔努瓦堡接壤的市镇（或旧市镇、城区）包括：欧蒙、阿沃莱日、贝卢瓦圣莱奥纳尔、贝当博、康昂纳米耶努瓦、德罗梅尼勒、拉弗雷吉蒙圣马丹、维默地区梅里库尔、莫利安-德勒伊、莫维莱尔圣萨蒂南、奥菲尼、圣欧班蒙特努瓦、蒂约卢瓦拉拜、弗赖涅莱奥尔努瓦。

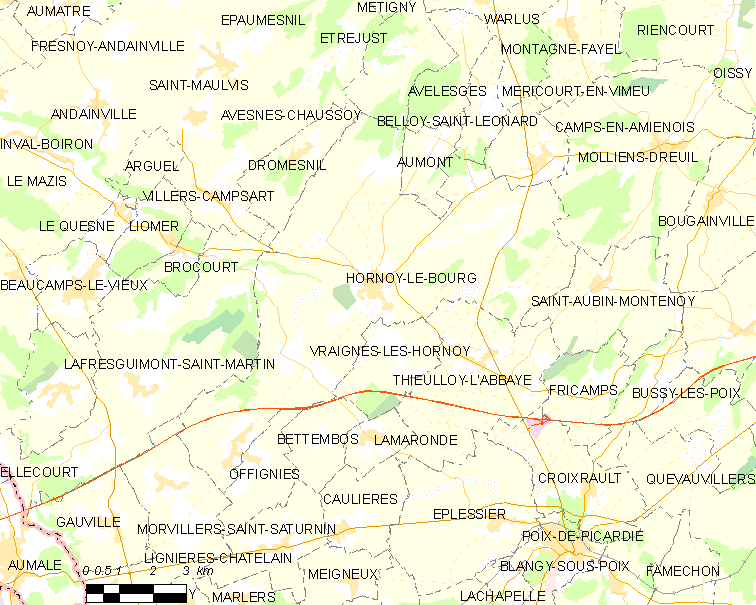
奥尔努瓦堡的OSM定位图

奥尔努瓦堡的时区为UTC+01:00、UTC+02:00（夏令时）。

## 行政
奥尔努瓦堡的邮政编码为80640，INSEE市镇编码为80443。

## 政治
奥尔努瓦堡所属的省级选区为皮卡第地区普瓦县。

## 人口

1962-2008年间奥尔努瓦堡人口变化图示

奥尔努瓦堡于2022年1月1日时的人口数量为1641人。